# محرك مروحة عنفية

رسم مخططي لكيفية عمل محرك المروحة التوربينية

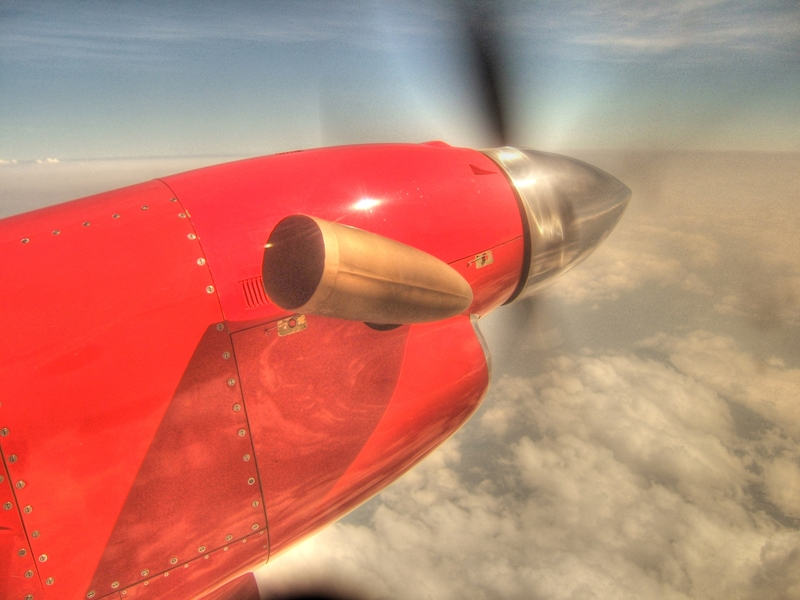
محركات p&w أشهر محركات المراوح التوربينية التي تستعمل بالطائرات الصغيرة

محرك المروحة التوربينية (بالإنجليزية: Turboprop)‏ هو نوع من محركات التوربين الغازي التي تستعمل 
في طائرات. معظم طاقة المحرك ذو المراوح التوربينية تستخدم لتدوير المراوح هو يشبه التوربين النفاث ولكن بإضافة مرحلة بالتوربين لإعطائه قوة أكثر من المحرك لإدارة المراوح. محرك المروحة التوربينية يستخدم للطائرات الصغيرة بشكل عام والتي تطير بأقل من سرعة الصوت.
أبسط نموذج للمحرك المروحة التوربينية يحتوي على المكونات التالية: ضاغط الغاز Gas Compressor ، غرفة الاحتراق Combustor ، التوربين Turbine ، وأخيرا الخرطوش دافع الهواء للخارج Nozzle . فالهواء يشفط للداخل بواسطة مداخل الهواء ثم يضغط بواسطة الضاغط Gas Compressor ، ثم يضاف الوقود إلى الهواء المضغوط بحجرة الاحتراق، الغازات الحارة تخرج خلال التوربين مما تسبب بتشغيل التوربين الذي بدوره ينتج طاقة فيعمل على
1- تحريك الضاغط
2- والباقي يعمل على تدوير علبة التروس لإدارة المراوح
الغازات الإضافية الحارة تمر بالخرطوش حيث يصرَف إلى الهواء الخارجي. تلك الغازات العادمة تعطى جزءا نسبيا من الدفع الناتج من المراوح التوربينية، والباقي يأتي من دفع طاقة الإسطوانة على المراوح.
المراوح التوربينية لها كفاءة عالية بالموديلات ذات السرعات المنخفضة (أقل من 450ميل بالساعة). نظرا لارتفاع كلفة محركات المراوح التوربينية، فهي بالعموم لها أداء عالي من حيث الإقلاع والهبوط للمسافات القصيرة، فالقدرة والكفاءة مطلوبة جدا بالرحلات القصيرة,
من ناحية الطيران المدني فالطائرات الصغيرة هي الأكثر استعمالا لمحركات المراوح التوربينية.